# Joy Zipper
Joy Zipper es un dúo estadounidense de indie pop de Long Island, Nueva York, conformado por Tabitha Tindale y Vincent Cafiso, quienes también son una pareja casada desde poco antes de que empezara la banda. El dúo ha estado tocando dream pop desde finales de la década de 1990. La banda lleva el nombre de la madre de Tindale, la cual impulsó desde un inicio la dirección de la banda y la música que hacían.
Sus canciones están respaldadas por letras con cicatrices más oscuras (sugeridas en entrevistas que se inspiraron en la muerte del padre de Cafiso, entre otras cosas), lo que hace que se las compare con 'una manzana de caramelo con una hoja de afeitar adentro' y se les considere como algo diferente en la escena musical
Las influencias musicales de la banda, que hayan sido mencionados en entrevistas, varían desde los grupos de rock y blues de la década de 1960, The Beatles, The Velvet Underground y The Beach Boys, hasta los pioneros del noise rock de principios de la década de 1990, My Bloody Valentine y The Breeders, en menor medida.

## Álbumes
El primer álbum de Joy Zipper se grabó en casa en un disco de 8 pistas en 1999 y se lanzó por primera vez en el Reino Unido con EyeQ Records ese mismo año, teniendo un éxito local. En 2000 fue lanzado en el sello estadounidense Bar/None Records (Yo La Tengo, Of Montreal, Alex Chilton). El sencillo Christine Bonilla apareció en Another Late Night: Zero 7.
American Whip
El segundo álbum de Joy Zipper, American Whip, fue coproducido y mezclado con Kevin Shields (My Bloody Valentine) y el DJ/productor David Holmes (Oceans 11, Out of Site). La grabación se inició en Cava Studios en Glasgow, Escocia con Tony Doogan (Belle & Sebastian, Snow Patrol, Mogwai). Mick Cooke de Belle & Sebastian tocó Flugelhorn en varias de las canciones. Joey Waronker (Beck, REM) tocó la batería en American Whip, que fue grabado en los AIR Studios de George Martin en Londres por David Holmes. El álbum fue mezclado en el estudio Konk de Ray Davies en Hornsey y en el estudio The Dairy en Brixton con Kevin Shields y Guy Fixsen (Laika). Fue lanzado en Vertigo/Mercury Records en 2003 y en Estados Unidos en Dangerbird Records en 2005, teniendo un éxito más allá de las fronteras americanas, siendo la primera en listar fuera del país.
En diciembre de 2019, el periódico The Guardian incluyó a "Christmas Song" como una de las 50 mejores canciones navideñas. https://www.theguardian.com/music/2019/dec/05/the-50-greatest-christmas-songs-ranked
The Stereo and God (Mini LP)
The Stereo and God fue coproducido y grabado por Kramer (Galaxie 500, Danielson Famile, Daniel Johnston). Fue grabado en 9 días en Brooklyn Recording en 2003 y formó el primer lanzamiento de la banda en Vertigo/Mercury Records en el Reino Unido, vendiendo poco.
The Heartlight Set
Lanzado en el Reino Unido en 2005 y grabado en Heliocentric Studio en Peasmarsh, Inglaterra. Mezclado con Guy Fixsen en Eden Studio, Londres. Songs 1 y Go Tell the World se han utilizado ampliamente en programas de televisión y comerciales de todo el mundo.

## Televisión
El sencillo "Baby You Should Know" apareció en The OC de Fox Television, y "Go Tell the World" apareció en anuncios de Nike Soccer y Homegoods, en un episodio de la segunda temporada de Grey's Anatomy, la temporada 1 de Lifetime's Army Wives. Windfall de NBC, la campaña Google 100 for 100 y la campaña Cartier Panthere. El sencillo "1" apareció en el comercial de televisión "Go You" de Cigna y en la temporada 3 de One Tree Hill de WB Network. "Canción de Navidad" se utilizó para una promoción del canal AMC y "Eres tan bueno" para una promoción de A&E Network. La versión de Joy Zipper de "Just Like Heaven" apareció en la temporada 10 de Grey's Anatomy, episodio 15.

## Covers
Joy Zipper hizo una versión de "Wave Of Mutilation" de Pixies para el álbum recopilatorio de American Laundromat Records, Dig For Fire, un tributo a Pixies (2007). En 2008, Joy Zipper hizo una versión de la canción principal del álbum tributo a Cure producido por American Laundromat Records, Just Like Heaven, un tributo a The Cure. The Wedding Present, The Submarines, Dean & Britta y Tanya Donelly también aparecieron en el proyecto. En 2011 grabaron una versión de "What Difference Does It Make" de The Smiths.

## Espectáculos en vivo
La banda realizó giras promocionales en el Reino Unido para los tres álbumes y apoyó a Air en Europa y Phoenix en América del Norte. Joy Zipper también ha apoyado a Luna y Franz Ferdinand.
Los miembros anteriores de la banda en vivo han incluido: Dan Donnelly, Bryce Dessner (The National), Aaron Dessner (The National), Bryan Devendorf (The National), Joshua Wheeler, Charles Ranaudo, Howard Monk, Crick Dinerman y Adrian Henke.

## Discografía

### Álbumes
- Joy Zipper (Bar/None Records) (1999)
- American Whip (2002)
- The Heartlight Set (2005)

### EP
- The Stereo and God (2003)

### Individual
- (1999) Transformation Fantasy (Transformation Fantasy / El poder de Alan Watts - Eye Q Records)
- (1999) Christine Bonilla (Christine Bonilla / Booda 94 (Alejarse de la muerte) / Feliz cumpleaños - Eye Q Records)
- (2002) Ron (Ron / Padre ausente - 13 Amp Records)
- (2002) Control de armas (Canción navideña / Control de armas / Moonmoonmoon - 13 Amp Records)
- (2003) Canción de Navidad (Canción de Navidad / Hitsville Reino Unido - Vertigo Records)
- (2003) Sampler (Christina Bonilla / Check Out My New Jesus / Dosed & Became Invisible / 33 X - Vertigo Records)
- (2004) Baby You Should Know (Baby You Should Know / Out Of The Sun (Schneider TM 'I Love The Sun' Mix) - Vertigo Records)
- (2004) Fuera del sol (Fuera del sol / Dosificado y se volvió invisible / Drogas (Simian Remix) - Vertigo Records)
- (2005) Eres tan bueno (Eres tan bueno / Rockdove - Vertigo Records)
- (2005) 1 (1 / Julio pasado - Vertigo Records)

### Apariciones
- Dig For Fire - A Tribute To Pixies (2007 - Wave Of Mutilation - American Laundromat Records)
- Just Like Heaven - A Tribute To The Cure (2007 - Just Like Heaven - American Laundromat Records)
- Please, Please, Pleas - Un tributo a The Smiths (2011 - What Difference Does It Make)